# モーニング・ムーンは粗雑に
『モーニング・ムーンは粗雑に』（モーニング・ムーンはそざつに）は、1981年に公開された日本映画。制作はアミューズ、配給はスーパーハリウッド。
『モーニング・ムーンは粗雑に』という題名は桑田佳祐の命名。「ビートルズナンバーからのいただき」と当時の映画誌に書かれているが「ジュリア」の歌詞の一部かどうかははっきり書かれていない。

## あらすじ
アメ車・ダッジを手に入れたばかりの20歳の青年と女子短大生が横浜で出会い、1日だけのストーリーをサザンオールスターズの音楽に乗せて描く。

## スタッフ
- 企画制作：アミューズ
- 配給：スーパーハリウッド
- 監督：渡辺正憲
- 監督補：鴨田好史
- 製作：大里洋吉
- プロデューサー：松本廣、岸本一男、横山元一
- 脚本：小林竜雄
- 撮影：田中正博
- 美術：秋田谷宣博
- 照明：金沢正夫
- 音楽監督：桑田佳祐
- 音楽：八木正生

## キャスト
- ツギ：斎藤淳之介
- ミオ：高樹澪
- 草壁：渡瀬恒彦
- 栞：范文雀
- 九鬼：古谷一行
- 霧子：高橋洋子
- 一条：岸田森
- 岩瀬：新井康弘
- スーザン：パティ・シュナイダー

## 楽曲
下記の楽曲はいずれもサザンオールスターズによる。
- 主題歌：Big Star Blues (ビッグスターの悲劇)
- 挿入歌：栞のテーマ、My Foreplay Music 、恋の女のストーリー、朝方ムーンライト、Let's Take a Chance、ステレオ太陽族

## 製作
1970年代後半から、映画製作に映画外企業からの参入が増え、同時に独立プロの映画作りも盛んになった。1981年3月、音楽事務所・アミューズが「アミューズ・シネマ・シティ」（略称：ACC）という映画製作の会社を設立し、旗揚げとして3本の企画を発表した。アミューズ創業者である大里洋吉は、音楽に情熱を傾けるのとは別に、学生時代から熱狂的な映画ファンという熱い胸の内が映画製作に走らせたという。アミューズの当時の看板タレントはサザンオールスターズ、ジューシィ・フルーツ、岡林信康だった。本作『モーニング・ムーンは粗雑に』を第一作に、小林竜雄脚本、新人・渡辺正憲監督で、公募の新人を主役にメルヘン風シティーロマンを、第二作は小林竜雄監督で『いつだってヘビータイム（仮題）』、第三作は桑田佳祐主演で、瀬戸内シージャック事件を描いた青春ものを予定していると発表した。会社の特徴としてサウンドに力を入れると説明し『モーニング・ムーンは粗雑に』は、桑田佳祐が音楽を手掛けると話した。配給のスーパーハリウッドは、代表が大里洋吉のため、同じアミューズ系列のニューミュージックの興行を手掛ける会社と見られ、上映方法は全国180都市の市民会館やホールで上映すると説明した。1980年に東京キッドブラザースが自主映画『霧のマンハッタン』をこの方式で上映をした。
本作は「ヨコハマを舞台に、ふとしたことで出会った青年と女子大生の〈愛のような〉ふれあいから別れにいたる甘美で切ない24時間の行動を描く青春映画」とは発表されていた。このため「何やら『アメリカン・グラフィティ』風」といわれた。
1981年5月、『モーニング・ムーンは粗雑に』の製作発表記者会見が行われ、1万3000人の主役募集のオーディションに合格した主役の明治学院大学生の斎藤淳之介、高樹澪、 監督の渡辺正憲、サザンオールスターズのメンバーが出席した。高樹は本作のヒロイン名から芸名を付けた。製作費約5000万円、横浜を中心にオールロケと発表。監督の渡辺正憲は渡辺プロダクション出身で、ナベプロ企画の映画やテレビドラマに関わってきた人で映画の監督は初めて。「『ジョンとメリー』みたいな話をやってみたい」と述べた。桑田佳祐は「これまでの日本映画の音楽は、もうひとつポップになり切れていないような気がするので、こんどは思いっきりやってみたい」と話した。3月の発表のときは全国180都市の市民会館やホールで上映すると説明したが、7月中旬から全国70都市のホールや公会堂で上映すると修正された。

## 興行
1981年6月21日にプレミアショーがあり（場所不明）、サザンオールスターズの演奏付きだった。1981年8月2日から10日までと、13日から16日まで東京銀座山野楽器4Fホールで、13時、15時、17時の1日3回の上映があった。前売1200円、当日券1400円。このときのキャッチコピーは「青春は小さな戦争です」だった。またサザンオールスターズのアルバム『ステレオ太陽族』が発売された時期で、山野楽器で同アルバムを購入すると先着1000名に『モーニング・ムーンは粗雑に』の招待券が与えられた。
「ロードショー」1981年10月号に「10月下旬からTCCチェーンで公開」と書かれているため、1981年6月21日から先のような上映があり、1981年10月下旬からTCCチェーン（東映系）で全国公開したものと見られる。

## 作品の評価
- 『シティロード』は「この話、LAあたりの海岸通りが一番似合いそうだが、どうして、ヨコハマでもぴったり。これは、アメリカ・ナイズされて育ってきたスタッフ、キャストらの若い感性が自然とそうさせたのであって、知らぬうちに思春期に入り込んでいき日本流に上手く消化された。これは湘南という地域性かも知れないが、湘南という軽い、しかも憧れを持たれる響きに、若い感性と、"夢の追求"というテーマを結び付けたことも好結果だ。この映画はウエスト・コースト気質を持った、従来の日本映画には描き切れなかったタイプの映画だろう」等と高評価を与えた[4]。

- 『噂の眞相』は「『モーニング・ムーンは粗雑に』の特別試写会が東京・六本木の俳優座劇場で賑々しく取り行われたが、結果は無惨、あまりのお粗末さにシラケ鳥が鳴いた！この映画の主題は、まさしく〈童貞喪失〉なのだが、主人公の24時間を追って、ボーイミーツガールのステレオタイプを繰り返し、翌朝めでたくオトコとなったところで幕を閉じる。と、横浜の空には、うっすらと朝の月が中天にさしかかった。『あっ、モーニング・ムーンだ！』笑っちゃったね。ゼニカネかけてヘリコプターまで駆使して、青山・六本木ならぬ横浜で『なんとなく、クリスタル』の何番煎じかをやっているのだから世話ないよ。ところが世の中よくしたもんで、硬派で名高い『日刊ゲンダイ』が（1981年）6月14日付けで『できばえの批評はともかく、北海道から沖縄まで、公民館やらホールやらをネットワークして全国縦断するユニークな上映方法』にタイコを叩いているのが目についた。所詮はニューミュージック系の地方観客をあてこんだガサネタでしかないのに、いかなる事情が介在したかは知らず、『日刊ゲンダイ』らしからぬ勇み足とあえて弾劾しておきたい。というのも、新春早々『スポニチ』紙上で華々しくぶち上げられた「アミューズ・シネマ・シティ」（ACC）発足の提灯記事の中で、提携が取り沙汰された大森一樹も石井聰亙もATGも、当事者たちは全く関知しないと怒り出した前科がちゃんとあるからである。まさしく邦画ニューウェーブの恥部というべきか」などとボロクソにけなした[3]。

## ソフト化とテレビ放映
上映から5年後の1986年にアミューズからビデオ化され2003年にDVD化され、90年代に深夜で唯一のTV放送が行なわれた。